# E017号線
E017号線 (E017ごうせん、英: European route E017) はロシアにあり、エラブガ – ウファを結ぶ、欧州自動車道路のBクラス幹線道路。

## 経路
- ロシア
  - エラブガ – ウファ